# X. Károly francia király
Károly Fülöp francia királyi herceg (Versailles, 1757. október 9. – Görz, 1836. november 6.), a Bourbon-házból való királyi herceg, Artois grófja. XVIII. Lajos utódjaként a restauráció idején 1824–1830 között X. Károly néven Franciaország királya, és V. Károly néven Navarra (címzetes) királya. Az 1830-as júliusi forradalom során lemondatták. Ő volt az utolsó ténylegesen uralkodó francia király a Bourbon-ház fő ágából.

## Élete

### A forradalom előtti idők

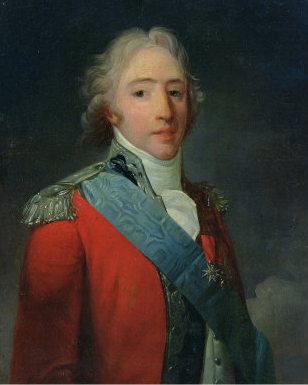
Henri-Pierre Danloux képe Artois grófjáról, a későbbi X. Károlyról

1757. október 9-én Károly Fülöp néven született Párizs közelében, a versailles-i királyi palotában, a Bourbon-házból való Lajos Ferdinánd trónörökös herceg és Mária Jozefa Karolina szász hercegnő, lengyel királyi hercegnő ötödik fiúgyermekeként. Születésekor az „Artois grófja” címet kapta. Legidősebb életben maradt testvére, XVI. Lajos király uralkodása alatt annak két fia és másik öccse (a későbbi XVIII. Lajos) után negyedik volt a trónöröklés sorrendjében.
Az extravagáns és temperamentumos Károly sármos, illemtudó fiatalember és gyengéd szerető, sőt szellemes társalgó hírében állott. Népszerű volt és szórakoztató, valamint híresen nagy nőcsábász, ám fiatalkorában folytatott élvhajhász életmódja ellenére mélyen vallásos is volt, a római katolikus egyház meggyőződéses híve.
Szoros barátság alakult ki közte és sógornője, a Habsburg–Lotaringiai-házból való Mária Antónia főhercegnő, XVI. Lajos király felesége között. Barátságuk annyira mély volt, hogy több Párizsból érkező gúnyirat meggyanúsította Károlyt a királyné elcsábításával (alaptalanul). Mint Marie Antoinette társaságának szinte állandó tagja, Károly gyakran megjelent a királyné magánszínházának előadásain a Kis-Trianon kastélyban (Petit Trianon). Mivel nem volt híján színészi képességeknek, ezeken az előadásokon nem egyszer maga is játszott a szintén tehetséges színész Marie Antoinette mellett. (A királyné általában fejőnő, pásztorlány vagy vidéki nemes kisasszony szerepében tűnt fel a színpadon, Artois ifjú grófja pedig rendszerint szeretőt, komornyikot vagy parasztgazdát játszott.)
Kettejük kapcsán született egy híres anekdota a Bagatelle kastély építéséről. 1775-ben Károly kis vadászkastélyt vett Bois de Boulogne-ban, amit hamarosan lebontatott, és terveket készíttetett az újjáépítésére. Marie Antoinette fogadott sógorával, hogy az új kastély nem készül el három hónapon belül. Károly a klasszicista műépítészt, François-Joseph Bélanger-t bízta meg a munkával, aki mindössze hatvanhárom nap alatt felépítette a Château de Bagatelle-t. A fogadást így Artois grófja nyerte meg. Becslések szerint a gyönyörű kertekkel körülvett kastély építése több mint kétmillió livre-be került.
Minthogy a királyi család legjóképűbb tagjának tartották, nem meglepő nőügyeinek magas száma. Hezecques grófjának feljegyzései szerint „kevés szépség volt elutasító vele”. Legjelentősebb szerelmi kapcsolata a szépséges Louise de Polastronnal, Marie Antoinette legbizalmasabb udvarhölgye, Polignac hercegné sógornőjével szövődött, s ez a kapcsolat egészen Madame de Polastron haláláig (1804) tartott.

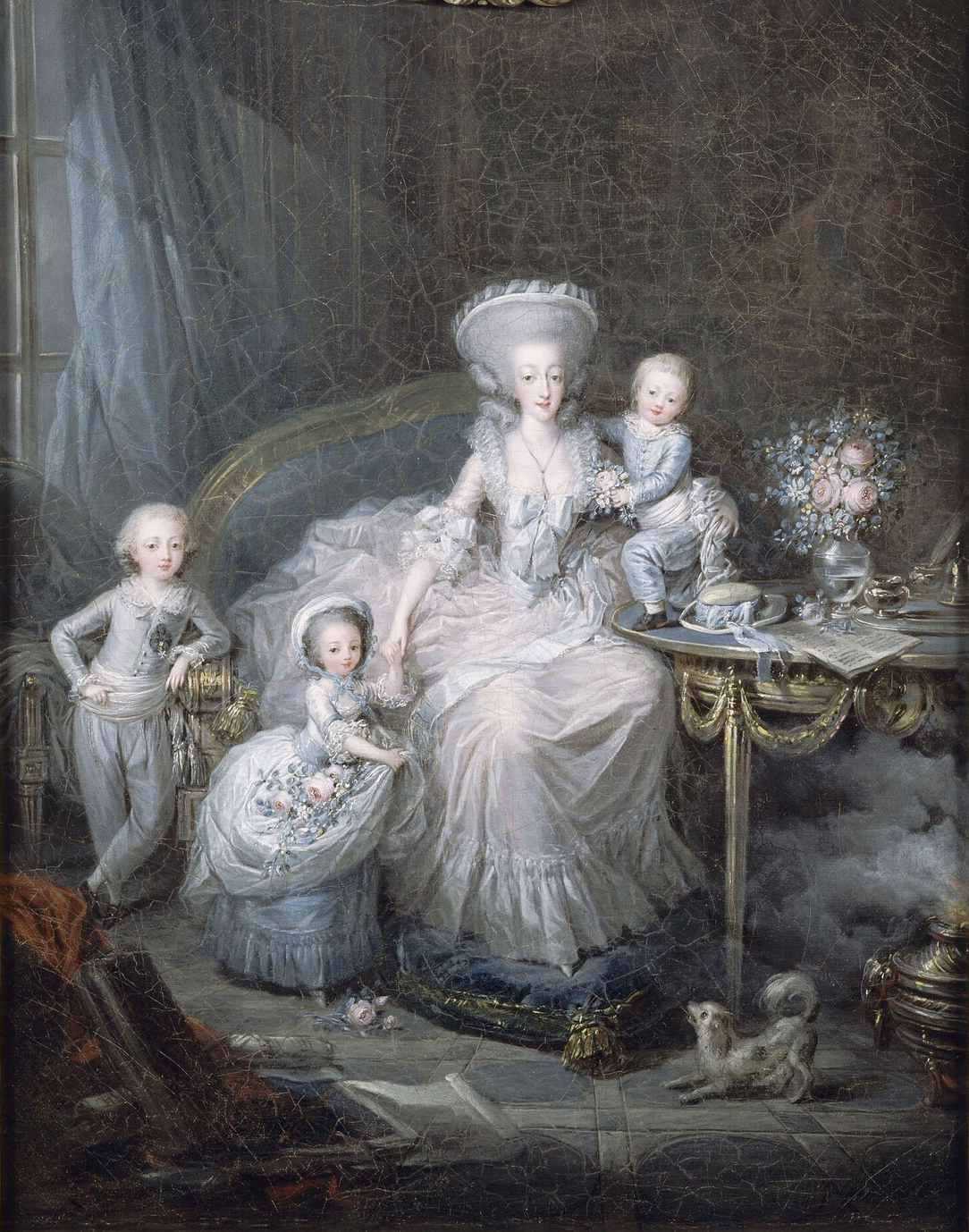
Felesége három legidősebb gyermekükkel (Charles Leclercq festménye)

### Házassága, gyermekei
1773. november 16-án feleségül vette Savoyai Mária Terézia szárd királyi hercegnőt (1756–1805), III. Viktor Amadé savoyai herceg (1773-tól III. Viktor Amadé néven szárd–piemonti király) és Mária Antonietta spanyol infánsnő leányát.
Négy gyermekük született, a másodikként és negyedikként született leánygyermekek azonban hamar meghaltak. A felnőttkort megérő két fiú közül az elsőszülött Lajos Antal (1775–1844), Angoulême hercege volt, aki később XIX. Lajos néven rövid ideig címzetes király lett. Öccse, Károly Ferdinánd (1778–1820) a Berry hercege címet kapta. Két fia közül Károly kedvence inkább a rá kívül-belül nagymértékben hasonlító Károly Ferdinánd lett, míg Lajos Antallal való viszonya jóval feszültebb volt, hiszen idősebbik fia csendes, gyenge, befelé forduló liberális alkat lett, idegességre való hajlammal.

### Politikai szerepe az ancien régime idején
Artois grófjának politikai aktivitása a monarchia első nagy válságának kirobbanásakor, 1786-ban kezdődött. Ekkor XVI. Lajos udvarának konzervatív csoportja felé húzott. Támogatta az arisztokrácia pénzügyi előjogainak eltörlését, nem úgy az egyház és a nemesség társadalmi privilégiumainak csökkentését. Hitt abban, hogy a Francia Királyság pénzügyi nehézségeit a monarchia megdöntése nélkül is orvosolni lehet. Ahogy a királyság rendszerére utalva mondani szokta, „javításának, s nem az eltörlésének” ideje jött el.
A harmadik rendet, pontosabban a polgárságot képviselő politikusokat azzal hangolta maga ellen, hogy élesen ellenzett minden olyan törekvést, amely a polgárság választójogának kibővítését szorgalmazta 1789-ben. Ez bátyjának, Provence grófjának bírálatát is kiváltotta, aki azzal vádolta Károlyt, hogy még a királynál is nagyobb royalista („plus royaliste que le roi”).
Károly politikai szövetségeseivel, például Breteuil báróval karöltve igyekezett megbuktatni a liberális állam- és pénzügyminisztert, Jacques Neckert. A terv azonban visszafelé sült el. Artois grófja 1789. július 11-én kicsikarta Necker elbocsátását, csakhogy Breteuil tudta nélkül, és a tervezettnél sokkal korábban. Lépése nemcsak a Breteuil báróval kötött politikai szövetségét ásta alá alaposan, de a népszerű Necker menesztése miatt keletkezett felháborodás közvetlen kirobbantójává vált a július 14-i népi megmozdulásnak, ami a francia forradalom kirobbanásához vezetett.

### Száműzetésben
A Bastille 1789. július 14-i elfoglalása után Károlyt királyi bátyja, XVI. Lajos arra utasította, hogy hagyja el az országot, tartván attól, hogy Artois grófja gyilkosság áldozatává válhat mindenki által ismert konzervativizmusa miatt. Az is a király óhaja volt, hogy Károly képviselje a Bourbon-monarchiát külföldön, illetve vegye át a dinasztia fejének szerepét, ha ő maga áldozatul esne az eseményeknek.
Az előbb német földön, majd Itáliában töltött száműzetése alatt Károly attól tartott, hogy fivére, Provence grófja kompromisszumot köt a forradalommal, és elárulja a monarchiát. Marie Antoinette-tel való kapcsolata szempontjából is katasztrofális döntést hozott, amikor Charles Alexandre de Calonne-t tanácsadójává nevezte ki, vérig sértve ezzel a királynét, aki heveny ellenszenvvel viseltetett Necker egykori riválisa és egyben Franciaország pénzügyi deficitje tekintélyes részének felhalmozója iránt. Ezzel vége is szakadt Károly és Marie Antoinette mély barátságának. A királyné 1793-as kivégzése után Artois grófja pedig sokáig bűntudatot érzett emiatt. Ekkoriban egyébként Károly legfőbb külföldi támogatója II. (Nagy) Katalin orosz cárnő volt, aki őt részesítette előnyben Breteuil báróval (1730–1807), a royalista emigráció másik vezető képviselőjével szemben.

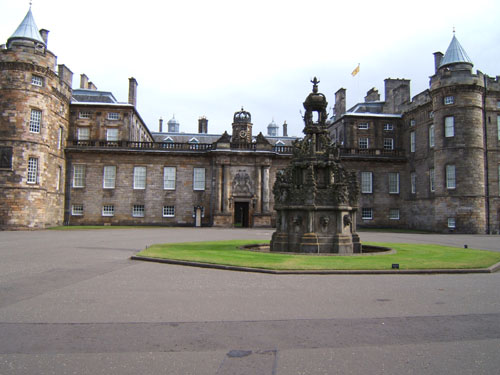
A Holyroodhouse

Artois grófja később Nagy-Britanniába költözött, ahol III. György király engedélyezte számára, hogy a Holyroodhouse-palotában, az edinburghi királyi rezidenciában lakjon. Itt igencsak feszélyezte a város erősen protestáns volta, így idejének legnagyobb részét a palota falai közt töltötte, bár semmi esetre sem viselkedett bántóan vagy udvariatlanul a helyiekkel. A Károly és életben maradt bátyja, az oroszországi Mittauban élő Provence grófja közötti viszony kínosan feszültté vált, mikor kiderült, hogy Károlyt teljesen hidegen hagyják bátyjának pénzügyi problémái.
Amikor 1804-ben Louise de Polastron tüdővészben meghalt, Károly élete hátralevő részére szűzességi fogadalmat tett. Fájdalma végtelen volt, mivel őszintén szerelmet érzett szeretője iránt. Vallásos meggyőződése tovább erősödött, még ájtatosabb lett, mint korábban. A környezetében élők szerint magánéletében „teljesen feddhetetlenné” vált. Élete hátralevő részében lelkes támogatója lett a katolikus egyházon belüli ultramontán mozgalomnak.
Károly király felesége, Mária Terézia 1805-ben, emigrációban hunyt el. Idősebbik fia, Károly Antal, Angoulême hercege 1799-ben oroszországi tartózkodása alatt feleségül vette saját unokatestvérét, Mária Terézia Sarolta hercegnőt, a kivégzett XVI. Lajos és Marie Antoinette egyetlen életben maradt gyermekét, de nem született gyermekük.
X. Károly kisebbik fia, Károly Ferdinánd, Berry hercege titokban feleségül vett egy Amy Brown Freeman nevű angol protestáns asszonyt, aki ráadásul közrendű származású volt. A házasságot, amint fény derült rá, azonnal érvénytelenítették – talán Károly parancsára. Berry hercege végül egy nápoly–szicíliai királyi hercegnőt, Karolina Ferdinanda Lujzát (1798–1870) vette nőül. Tőle született Henrik Károly Ferdinánd nevű fia, Chambord grófja (Henri d’Artois). Berry hercegét 1820-ban egy bonapartista merénylő megölte, így Lajos Antal herceg halála (1844) után a francia legitimisták X. Károly unokáját, Chambord grófját kiáltottak ki Franciaország törvényes királyává, V. Henrik néven.

### Restauráció és uralkodás
Károly még mindig Edinburgh-ban élt, mikor a francia monarchiát bátyja, a XVIII. Lajos nevet felvett Provence grófja alatt 1814-ben helyreállították a szövetséges hatalmak. A két testvér továbbra sem volt különösebben jó viszonyban egymással, főleg mióta Károly árulóként és istentelenként tekintett bátyjára. (Ennek ellenére sem állt szóba egyetlen olyan önjelölt XVII. Lajossal sem, aki önmagát a trón jogos birtokosának, és Károly 1795-ben Párizsban meghalt unokaöccsének állította be…)
XVIII. Lajos uralkodása alatt Károly az ultraroyalista irányzat híveinek számát gyarapította. Az „ultrák” 1820-ban, Károly kisebbik fiának, Berry hercegének meggyilkolása után erősödtek meg igazán. A merénylet Élie Decazes kormányának bukását és Villèle gróf hatalomra kerülését okozta. (Utóbbi töretlenül folytatta főminiszteri ténykedését X. Károly trónra lépése után is.) Mindenesetre Károly sosem tudta teljesen feldolgozni szeretett fiának elvesztését.
1824-ben, XVIII. Lajos halála után Artois 67 éves grófja X. Károly néven elfoglalhatta Franciaország trónját. 1825. május 28-án tartott koronázása felidézte az ancien régime korát: a sacre du roi, azaz a király felszentelése nagy pompa közepette a reims-i székesegyházban, a francia királyok ősi koronázótemplomában, a reims-i érsek közreműködésével történt. (A szertartás számos hasonlóságot mutatott IV. György brit uralkodó 1820-as koronázásával.) A királyi hatalom és felsőbbrendűség ehhez hasonló fitogtatására sem elődje, sem utóda nem szolgáltatott példát, sőt, a 19. században ezen kívül az egyetlen francia koronázás I. Napóleon császáré volt 1804-ben.
X. Károly Villèle segítségével megpróbálta visszaállítani a forradalom előtti politikai rendszert. Törvények születtek, melyek kárpótolták az emigránsokat a forradalom alatt elkobzott földjeikért, és megerősítették a papság hatalmát. Az intézkedések heves ellenállást váltottak ki az országban, a polgárság és a liberális erők összefogása 1827-ben megbuktatta Villèle kormányát. Villèle utóda, Martignac vicomte megkísérelt az ultraroyalista és a liberális erők között lavírozva kormányozni, de X. Károly 1829-ben ismét egy hajlíthatatlan ultrakonzervatívot nevezett ki főminiszterének Jules de Polignac (Yolande de Polastron fia) személyében. Ő, hogy elterelje a figyelmet a belső problémákról, gyarmatosító vállalkozást kezdeményezett Algériában. Polignac 1830 márciusában feloszlatta a liberális képviselőházat, majd kiadta a drasztikus Júliusi Rendeletek-et, melyek szigorú sajtócenzúrát vezettek be, korlátozták a választójogot, és feloszlatták az újonnan megválasztott törvényhozást. Ennek hatására 1830 júliusában forradalom tört ki Franciaországban.
X. Károly lemondott a trónról, így egyetlen akkor még életben levő gyermeke, az akkori dauphin, Lajos Antal lett a király XIX. Lajos néven, ám az új uralkodó mindössze húsz perc töprengés után szintén lemondott, így X. Károly unokáját, az akkor még mindössze tízéves Henri d’Artois-t, Chambord grófját illette volna a trón, V. Henrik király néven. Chambord grófja azonban mindössze egy hétig tudta jelképesen megtartani pozícióját, mert a francia Nemzetgyűlés nem őt, hanem az Orléansi-házból származó Lajos Fülöpöt választotta királlyá. Franciaországban ezzel véget ért a Bourbonok főágának IV. Henrikkel (1594–1610) kezdődő, több mint két évszázadig tartó uralma.
Menye, Berry hercegnője 1832-ben visszatért Franciaországba azzal a céllal, hogy fiát, Chambord grófját (X. Károly unokáját), főleg a Bretagne-ban kitört legitimista felkelés segítségével visszahelyezze a trónra, de támogatóit leverték, őt magát pedig börtönbe zárták. Fogságából később kiengedték, és a hercegnő külföldre távozott.

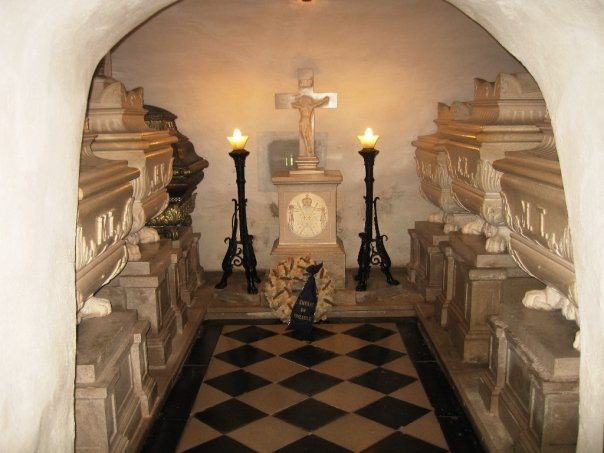
A castagnavizzai Bourbon-kripta

### Utolsó évei
Károly egy rövid nagy-britanniai tartózkodás után Prágában telepedett le. 1836. november 6-án halt meg kolerában Michael Coronini Comberg zu Graffenberg gróf görzi palotájában (akkor Ausztria, napjainkban Olaszország). Betegsége alatt unokahúga, Mária Terézia Sarolta hercegnő viselte gondját. Az Isonzó fölött emelkedő Castagnavizza (ma: Kostanjevica)-dombon álló, a Gyümölcsoltó Boldogasszony tiszteletére felszentelt ferences rendi kolostor templomában temették el (a mai szlovén–olasz határ szlovéniai oldalán, Nova Goricában). Napjainkban tárgyalás folyik Franciaország és Szlovénia között Károly földi maradványainak hazaszállítását illetően.

## Érdekességek
X. Károly soha nem egyezett volna bele önszántából királyi jogainak szűkítésébe. Ahogy önmaga megfogalmazta: „Inkább vágnék fát, minthogy olyan király legyek, mint amilyen az angoloké.” („Je préfère scier du bois qu’être un roi à l’anglaise.”)
Évszázadokkal korábban, X. Károly néven Franciaország egy ellenkirállyal is büszkélkedhetett: Charles de Bourbon, Rouen érseke 1588-tól 1590-ig a Szent Liga és a párizsi parlament elismert uralkodója volt a protestáns IV. Henrik – egyébként saját unokaöccse – ellenében. A bíborost saját akarata ellenére kiáltották ki uralkodónak, ráadásul egész „uralkodása” alatt fogságban volt, ott is halt meg.